# Senemute
Senemute era um arquitecto da 18ª Dinastia do Egito. Existem algumas provas controversas que o dão com amante da mulher do faraó Hatexepsute.
Senemute nasceu numa família provincial letrada. Filho de Ramósis e Hatnofer de Iuni. O facto de os seus pais terem sido enterrados no mesmo túmulo, deixa mais informações sobre a vida desta personalidade não pertencente à realeza. Senemute entra na história real do Egito primeiro ao ser Pagem da Mulher e Deus (Hatexepsute) e depois ao serPagem da Filha do Rei (Nefrure). Alguns egiptólogos pensam que Senemute começou por estar ao serviço no reinado de Tutemés I, mas é mais provável ter sido durante o reinado de Tutemés II ou quando Hatexepsute estava no poder. Depois de Hatshepsut ter sido coroado, foram atribuídos a Senemute cargos mais importantes e foi promovido a vizir.
Senemute supervisionou a obtenção e transporte dos materiais para dois obeliscos gémeos da entrada do Templo de Carnaque, e a sua construção. Um deles continua de pé nos nossos dias.

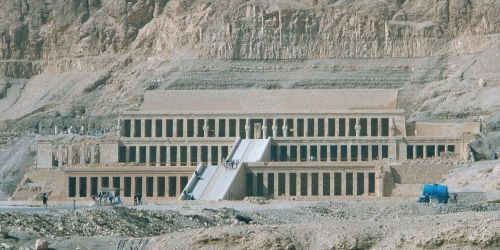
Djeser-Djeseru

A obra mais grandiosa de Senemute foi o Templo de Hatexepsute em Deir Elbari. Foi construído na margem direita do Nilo à entrada do Vale dos Reis. Djeser-Djeseru, uma estrutura colunada harmoniosamente concebida foi também um dos seus projetos mais ambiciosos. Djeser-Djeseru é constituído por uma sobreposição de terraços enormes adornados com múltiplos jardins. Este monumento é considerado por muitos um dos maiores empreendimentos da Antiguidade.
Não se sabe onde foi sepultado. Foram-lhe construídos dois túmulos, um em Luxor e outro junto a Deir Elbari, perto do Templo de Hatexepsute. Ambos os túmulos foram vandalizados durante o reinado de Tutemés III, durante uma campanha de erradicação de memórias da antiga rainha Hatexepsute.